# Julio Sanz
Pour les articles homonymes, voir Sanz.
Julio Sanz Sanz (né le 24 janvier 1938 à Tudela de Duero) est un coureur cycliste espagnol. Il a notamment remporté une étape du Tour d'Espagne.

## Palmarès
- 1963
  - 4e étape du Tour du Levant
- 1964
  - 7e étape du Tour d'Espagne
- 1965
  - Trophée Iberduero

## Résultats sur les grands tours

### Tour d'Espagne
3 participations
- 1963 : 27e
- 1964 : 43e, vainqueur de la 7e étape
- 1965 : 50e